# چبیکس، موین
چبیکس، موین (به لاتین: Trzebicz-Młyn) یک سکونتگاه مسکونی در لهستان است که در Gmina Drezdenko واقع شده‌است.